# Caius Papirius Maso
Caius Papirius Maso était un homme politique de la République romaine.

## Biographie
En 231 av. J.-C., il est consul. Il remporte une victoire à Mortella, dans le nord de la Corse. Il élève un temple sur la source de la Pendula, près de Vizzanova, en Corse. Les Corses se retirent dans les montagnes et infligent de lourdes pertes aux Romains menés par Aulus Papirius Maso, notamment dans le Fiumorbu. Une paix est conclue, qui accorde aux insulaires, le droit des peuples latins, et un protectorat de cinquante ans. La Sardina Corsa devient la deuxième province romaine.